# 이너프 (영화)
《이너프》(영어: Enough)는 미국에서 제작된 마이클 앱티드 감독의 2002년 스릴러 영화이다. 제니퍼 로페즈 등이 출연하였고, 롭 카원 등이 제작에 참여하였다.

## 줄거리
로스앤젤레스에 사는 노동자 계층의 종업원 슬림은 식당에서 우연히 부유한 미치를 만나 결혼에 이른 뒤 딸을 낳고 행복한 삶을 누린다.
그러나 6년 뒤 슬림은 미치가 수차례 바람을 피웠다는 걸 알게 되고, 후회의 기색을 전혀 비치지 않는 미치를 보면서 자신의 결혼 생활이 허상에 불과했다는 걸 깨닫는다. 슬림이 떠나려고 하자 미치는 폭행과 협박을 행사하며 슬림을 놓아 줄 생각이 전혀 없음을 분명히 한다. 이후 슬림은 미치를 피해 험난한 도주의 길에 오른다.

## 출연진
- 제니퍼 로페즈 - 슬림 힐러 / 에린 앤 슐리터 역
- 빌리 캠벨 - 미치 힐러 역
- 줄리엣 루이스 - 지니 역
- 댄 퍼터먼 - 조 역
- 노아 와일리 - 로비 역
- 프레드 워드 - 주피터 역
- 빌 코브스 - 짐 톨러 역
- 브루스 A. 영 - 호신 강사 역
- 댄 마틴 - 가짜 연방 수사국(FBI) 요원 역
- 제프 코버 - 가짜 FBI 요원 (존 보이) 역
- 브렌트 섹스턴 - 가짜 FBI 요원 역
- 마이클 번 - 내근 경사 역

## 기타 제작진
- 배역: 존 브레이스, 린다 로이
- 미술: 더그 크레이너
- 의상: 셰이 컨리프

## 우리말 녹음
| KBS 성우진 (2006년 8월 19일) - 소연 - 슬림(제니퍼 로페즈) - 홍시호 - 미치(빌리 캠벨) - 탁원제 - 최옥희 - 조동희 - 김준 - 김영진 - 오길경 - 유동균 - 김지혜 - 윤세웅 - 권연희 - 진웅 | KBS 제작진 - 녹음 - 백광재 - 그래픽 - 권미정 - 편집 - 황인규 - 번역 - 최성연 - 연출 - 이재길 - 우리말제작 - KBS 미디어 |  |